# South London

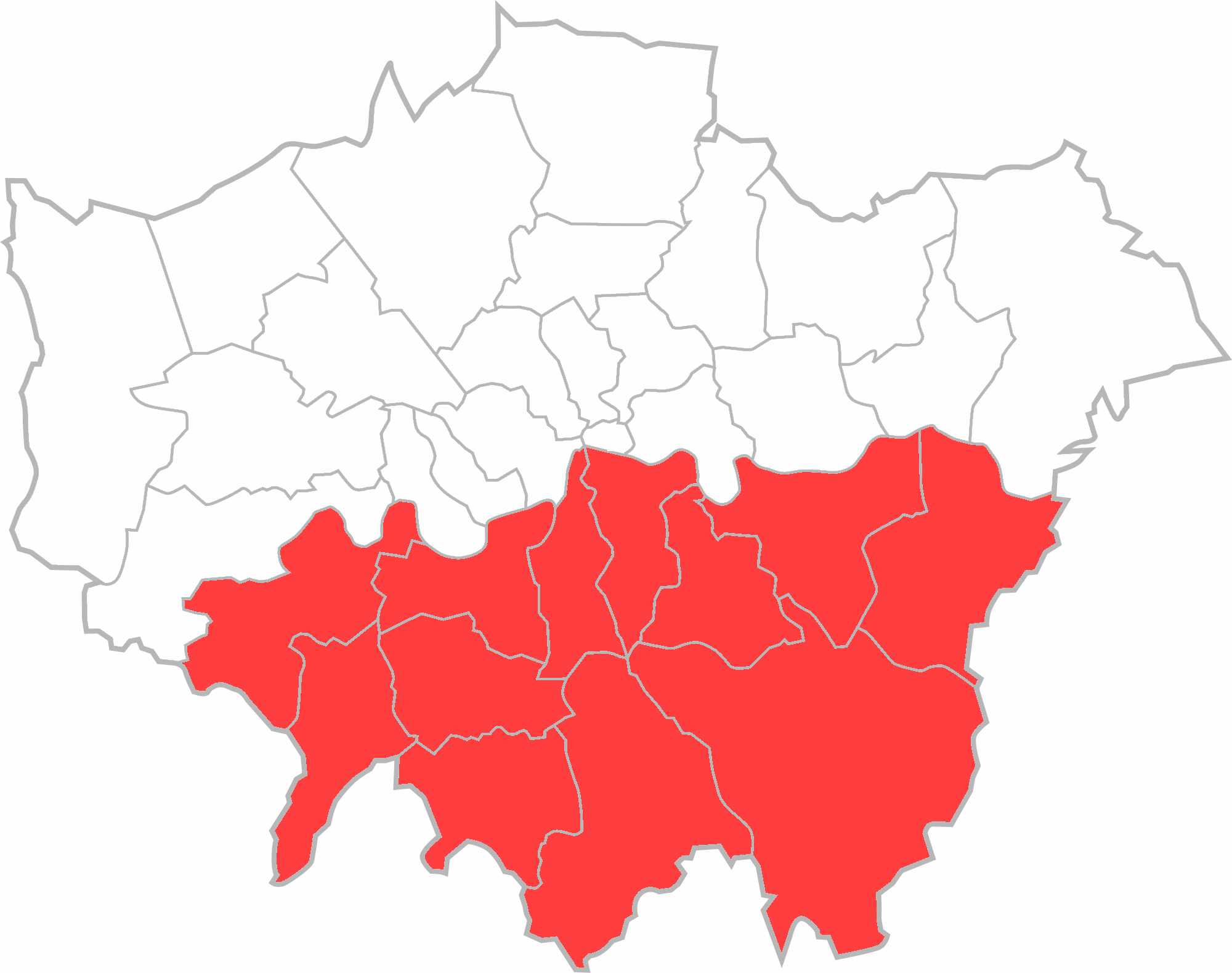

La South London è la parte più a sud di Londra, in Inghilterra.

## Divisioni del Tamigi
Per la sua grande espansione, la South London fa parte della Grande Londra che è a sud del Tamigi. Include aree di importanza storica come Southwark, Bankside e la parte marittima di Greenwich.